# カーミットのどろんこ大冒険
『カーミットのどろんこ大冒険』（カーミットのどろんこだいぼうけん、原題：Kermit's Swamp Years）は、2002年9月3日にアメリカ合衆国より発売されオリジナルビデオ映画作品。CGキャラクターと実写の合成がある映画。TVアニメシリーズ『セサミストリート』の人気キャラクター・カーミットの冒険を描いた物語を展開している。
日本では劇場未公開。2002年12月18日にソニー・ピクチャーズエンタテインメントよりDVDが発売されており、2005年3月25日に初回限定生産版が再び発売された。
DVD映像&音声特典
- 映画のセットでカーミットにインタビュー
- カーミットとホーレスによる音声解説
- メイキング・ドキュメンタリー
- まだまだあるよ!楽しいNG集
- オリジナル劇場版予告編集

## キャスト
| 役名               | 俳優                       | 日本語吹替 |
| ------------------ | -------------------------- | ---------- |
| カーミット         | スティーヴ・ホイットマイア | 真殿光昭   |
| クローカー         | ビル・バレッタ             | 中尾隆聖   |
| ゴーグルズ         | ジョーイ・マザリーノ       | 岡野浩介   |
| ブロッチ           | ジョン・ケネディ           | 玄田哲章   |
| ピルグリム         | クリー・サマー             | 水田わさび |
| クラスマン         | ハンプトン・ディクソン     | 福田信昭   |
| ウィルソン         | ウィリアム・ブックストーン | 大川透     |
| メアリー           | ケリー・コリンズ・リンツ   | 幸田夏穂   |
| アーニー           | ジョン・ケネディ           | 島香裕     |
| ロイ               | ビル・バレッタ             | 落合弘治   |
| ヴィッキ           | アリス・ディンナン         | 磯辺万沙子 |
| ホーレス           | ビル・バレッタ             | 高橋哲也   |
| ジャック・ラビット | スティーヴ・ホイットマイア | 竹内浩明   |
| スタトラー         | ジェリー・ネルソン         | 島香裕     |
| ウォルドーフ       | デーヴ・ゲルツ             | 大川透     |

- その他の日本語吹き替え：小池亜希子／山門久美／木村雅史／青木誠／水島大宙／一木有佳子／川村ゆみ

## 日本語版制作スタッフ
- 演出：佐々木由香
- 翻訳：桜井裕子
- 音楽演出：佐々木謙
- 録音・調整：高久孝雄
- プロデュース：坂田扶美枝、中嶋美智
- 制作担当：稲垣孝優（東北新社）
- 日本語版制作：(株)東北新社